# レヴォ
レヴォ（イタリア語: Revò）は、イタリア共和国トレンティーノ＝アルト・アディジェ州トレント自治県に存在した、人口約1,300人の基礎自治体（コムーネ）。
2020年1月1日にブレツ、カニョ、クロツ、ロマッロと合併してノヴェッラの一部となった。

## 地理

### 位置・広がり
トレント自治県北西部、サンタ・ジュスティーナ湖(Santa Giustina)に面した、ヴァル・ディ・ノン（ノン渓谷、Val di Non）に位置する。ヴァル・ディ・ノンの中心地であるクレスから北北東へ4km、ボルツァーノから西南西へ26km、県都トレントから北へ36km、ソンドリオから東北東へ94kmの距離にある。
この土地はより旧いとがった屋根の鐘楼と少し傾斜のある四角い屋根の2つの鐘楼で遠くから識別出来る。

#### 隣接コムーネ
コムーネとしてのレヴォは、以下のコムーネと隣接していた。括弧内のBZはボルツァーノ自治県所属を示す。
- ラウレーニョ (BZ)
- ルーモ
- カニョ
- クロツ
- ロマッロ
- サンゼーノ
- クレス

## 行政

### Comunità di valle
トレント自治県が設置した広域行政組織 Comunità di valle 「ヴァル・ディ・ノン」 (it:Comunità della Val di Non) （事務所所在地: クレス）に属する。

## 経済
レヴォの経済はゴールデン・デリシャス種を主体としたリンゴ栽培を基本としている。
トレジョーヴォ(Tregiovo)地区では、牧場が多く、牛の牧畜を行いその牛乳はチーズ工場で加工されレヴォに送られる。
湖に面した地区には、ブドウ畑がある。

## 住民

### 言語
| 少数言語話者の割合（2011年） | 少数言語話者の割合（2011年） | 少数言語話者の割合（2011年） | 少数言語話者の割合（2011年） | 少数言語話者の割合（2011年） |
| ---------------------------- | ---------------------------- | ---------------------------- | ---------------------------- | ---------------------------- |
|                              |                              |                              |                              |                              |
| ラディン語                   | ラディン語                   |                              | 25.9%                        | 25.9%                        |
| モケーニ語                   | モケーニ語                   |                              | 0.0%                         | 0.0%                         |
| チンブロ語                   | チンブロ語                   |                              | 0.0%                         | 0.0%                         |

2011年10月9日に行われた国勢調査によれば、住民1261人中326人（25.9%）がラディン語話者であった。

## 交通
レヴォは、トナーレ峠とメンドラ峠を結ぶ国道42号の途中にある。
レヴォからマレの国道と、トレンティーノ・トラスポルティの鉄道駅のあるクレスからマレへ向かう湾曲の少ない道がつくられたが、輸送の線は完全には繋がっていない。
レヴォからは、さらにウルティモ渓谷方面へ続く道も出ていて、ラウレーニョ、トレジョーヴォ、プローヴェス、メラーノ、さらにノヴェッラ川(Novella)を横切り、ダンベルとCasezをつなぐ道とを結んでいる。